# جاك جونسون (مدرب كرة سلة)
جاك جونسون (بالإنجليزية: Jack Johnson)‏ هو مدرب كرة سلة أمريكي، ولد في 7 يناير 1892 في سيلير في الولايات المتحدة، وتوفي في 25 يونيو 1927 في إلون في الولايات المتحدة.